# Aangiftebrief
In Nederland wordt iemand met een aangiftebrief uitgenodigd tot het elektronisch aangifte doen voor de combinatie van inkomstenbelasting, premie volksverzekeringen en de inkomensafhankelijke bijdrage Zorgverzekeringswet. De brief wordt in principe gestuurd naar mensen die in het voorgaande jaar elektronisch aangifte hebben gedaan en op verzoek. Hij bevat naast de uitnodiging aan de geadresseerde ook diens:
- naam
- adres
- woonplaats
- burgerservicenummer of sofinummer
- geboortedatum of 00-00-geboortejaar als die niet bekend is (in dat geval rekent de Belastingdienst met 01-07 als geboortedatum in het betreffende geboortejaar)
- het bankrekeningnummer dat voor een eventuele teruggave kan worden gebruikt.

In de brief wordt aangegeven dat de aangifte online kan worden gedaan op www.belastingdienst.nl. Hierbij is de DigiD-inlogcode nodig of een elektronische handtekening als de aangifte door een HUBA-partner wordt verzorgd. In principe moet de aangifte vóór 1 mei van het jaar volgend op het betreffende belastingjaar worden ingediend. Bij de Belastingdienst bekende gegevens zijn al ingevuld en moeten alleen nog gecontroleerd worden. Dit betreft onder meer informatie van inhoudingsplichtige inkomensverstrekkers, en van banken en levensverzekeraars, en informatie op basis van eerdere aangiften, voor zover nog van belang. Alleen als alle gegevens al bij de Belastingdienst bekend zijn, en de aangifte dus slechts bestaat uit de bevestiging daarvan, kan dit ook met een app worden gedaan.
Het blijft mogelijk een papieren aangiftebiljet aan te vragen, in te vullen en in te dienen. Dergelijke aangiften worden bij de Belastingdienst centraal gescand en verder elektronisch verwerkt.
De aangiftebrief inkomstenbelasting wordt voorlopig zowel op papier als digitaal verstuurd. Dit geldt ook voor de voorlopige en definitieve aanslag inkomstenbelasting.